# Grotella tricolor
Grotella tricolor är en fjärilsart som beskrevs av Bernard 1904. Grotella tricolor ingår i släktet Grotella och familjen nattflyn. Inga underarter finns listade i Catalogue of Life.